# 세계에서 가장 뜨거운 여름
〈세계에서 가장 뜨거운 여름〉(일본어: 世界でいちばん熱い夏 세카이데이치방아츠이나츠[*])는 일본의 걸즈 록 밴드 프린세스 프린세스의 두 번째, 그리고 여덟 번째 싱글이다. 전자는 1987년 7월 16일에, 후자의 경우 1989년 7월 1일 발매되었다. (순서대로 7" Vinyl: 07SH-1957, 8cm CD: 10EH-3305) 곡의 작사는 그룹의 드러머 토미타 쿄코가, 작곡은 보컬 오쿠이 카오리가 담당했다. B 사이드 곡은 1987년과 1989년이 각기 다른데, 우선 87년 판은 〈바이브레이션〉(ヴァイブレーション)이고 작사는 그룹의 기타리스트 나카야마 카나코가 맡았으며, 작곡자는 동일하게 오쿠이가 담당했다. 89년판은 조금 특이하나 A 사이드와 동일한 〈세계에서 가장 뜨거운 여름〉을 셀프 커버해 부른 것을 B 사이드 곡으로 삼고 있다. 89년판에서 A 사이드와 B 사이드는 각각 "오리지널" 버전과 "헤이세이 레코딩" 버전으로 구분하고 있다. 두 해 모두 편곡은 전곡이 동일하며 프린세스 프린세스와 사사지 마사노리 (笹路正徳)가 담당했다.

## 개요
이 곡은 사실 1987년 6월 11일 발매되었던, 스기 마사미치 (杉真理)를 중심으로 한 옴니버스 음반 《Summer Lounge》에 수록하기 위해 제작된 노래이다. 이 곡을 타이틀로 해서 동년 싱글이 발매되었으나, 당시엔 프린세스 프린세스의 인지도가 워낙 낮았기 때문에 오리콘 싱글 차트에도 들지 못했다. 1989년 일곱 번째 싱글인 〈Diamonds〉가 대단한 성공을 거뒀고 얼마후 〈세계에서 가장 뜨거운 여름〉을 2년만에 재발매했는데, 밀리언 셀러를 기록했던 〈Diamonds〉에는 미치진 못했으나 이 싱글도 80만 장 이상을 판매해, 두 작품 연속으로 오리콘 차트 1위를 기록하며 성공한 걸즈 밴드로 발돋움했다. 이 두 작품은 그 해의 오리콘 연간 싱글 차트에서 1, 2위를 나란히 기록했으며, 한 아티스트가 이 차트에서 1, 2위를 독점한 것은 오리콘이 집계한 이후로 세 번째의 기록이다.
오리지널 버전과 헤이세이 버전은 둘 다 TV 아사히에 방영되었던 프로그램의 삽입곡으로 쓰였다. 우선 오리지널 버전은 1987년에 방영되었던 버라이어티 프로그램의 엔딩 테마였고, 헤이세이 버전은 1989년에 방영되던 여행 프로그램의 엔딩 테마였다.
2001년에 이르러 오쿠이와 결혼한 키시타니 고로가 주연을 맡았던 TBS의 드라마 《세계에서 가장 뜨거운 여름》(世界で一番熱い夏)이 방영되었다. 이 드라마와 프린세스 프린세스와의 접점은 제목과 오쿠이가 드라마 주제곡에 작사 ·  작곡을 맡았다는 것 밖에는 없으나, 이 방송을 기점으로 이 작품은 다시 맥시 싱글로 재발매된다. (CD: SRCL-5148) 2001년 판의 경우 B 사이드 곡이 밴드 최대의 히트곡인 〈Diamonds〉이다.

## 수록곡

1989년의 표지 (10EH-3305)

### 1987년 싱글
| #  | 제목                                                     | 작사            | 작곡          | 편곡 | 재생 시간 |
| -- | -------------------------------------------------------- | --------------- | ------------- | ---- | --------- |
| 1. | 〈〈세계에서 가장 뜨거운 여름〉〉 (世界でいちばん熱い夏) | 토미타 쿄코     | 오쿠이 카오리 | 3:45 |           |
| 2. | 〈〈바이브레이션〉〉 (ヴァイブレーション)                | 나카야마 카나코 | 오쿠이 카오리 | ?:?? |           |

### 1989년 싱글
| #            | 제목                                                 | 작사         | 작곡          | 편곡 | 재생 시간 |
| ------------ | ---------------------------------------------------- | ------------ | ------------- | ---- | --------- |
| 1.           | 〈〈세계에서 가장 뜨거운 여름〉〉 (ORIGINAL VERSION) | 토미타 쿄코  | 오쿠이 카오리 | 3:45 |           |
| 2.           | 〈〈세계에서 가장 뜨거운 여름〉〉 (헤이세이 레코딩)  | 토미타 쿄코  | 오쿠이 카오리 | 4:11 |           |
| 총 재생 시간 | 총 재생 시간                                         | 총 재생 시간 | 총 재생 시간  | 7:56 |           |

### 2001년 싱글
| #            | 제목                              | 작사            | 작곡          | 편곡 | 재생 시간 |
| ------------ | --------------------------------- | --------------- | ------------- | ---- | --------- |
| 1.           | 〈〈세계에서 가장 뜨거운 여름〉〉 | 토미타 쿄코     | 오쿠이 카오리 | 3:45 |           |
| 2.           | 〈〈DIAMONDS〉〉                  | 나카야마 카나코 | 오쿠이 카오리 | 4:59 |           |
| 총 재생 시간 | 총 재생 시간                      | 총 재생 시간    | 총 재생 시간  | 8:44 |           |

## 발매 일정
| 버전                                   | 일정            | 레이블       | 포맷                 |
| -------------------------------------- | --------------- | ------------ | -------------------- |
| 〈세계에서 가장 뜨거운 여름〉          | 1987년 7월 16일 | CBS SONY     | 7" Vinyl (07SH-1957) |
| 〈세계에서 가장 뜨거운 여름〉          | 1989년 7월 1일  | CBS SONY     | 8cm CD (10EH-3305)   |
| 〈세계에서 가장 뜨거운 여름〉 (재발매) | 2001년 8월 8일  | SONY RECORDS | CD (SRCL-5148)       |